# Llapó anguilenc
El llapó anguilenc, Myriophyllum spicatum, és una espècie de planta nativa d'Euràsia i Àfrica del Nord. És una planta aquàtica submergida que creix en aigües quietes o en les de moviment lent.

## Descripció
Té les tiges primes, de fins a 175 cm de llargada. Les fulles fan de 13 a 15 mm de llargada i estan disposades en verticils de fulles primes amb nombrosos folíols. Són plantes monoiques.
A Amèrica ha estat introduïda des de la dàcada de 1940 i es considera una planta invasora.

## Química
Myriophyllum spicatum produeix àcid el·làgic, àcid gàl·lic, àcids pirogàl·lics i catequina, que inhibeixen el creixement de l'alga blava Microcystis aeruginosa.